# Šebíř
Šebíř, OSB (latinsky/německy Severus, † 1067) byl od roku 1030 šestým pražským biskupem, zemřel roku 1067.

## Život

### Původ
Šebíř zřejmě pocházel z českého šlechtického rodu a již od mládí se pohyboval u českého panovnického dvora ve funkci kaplana. Patřil mezi oblíbence knížete Oldřicha (1012–1034).

### Ve funkci biskupa

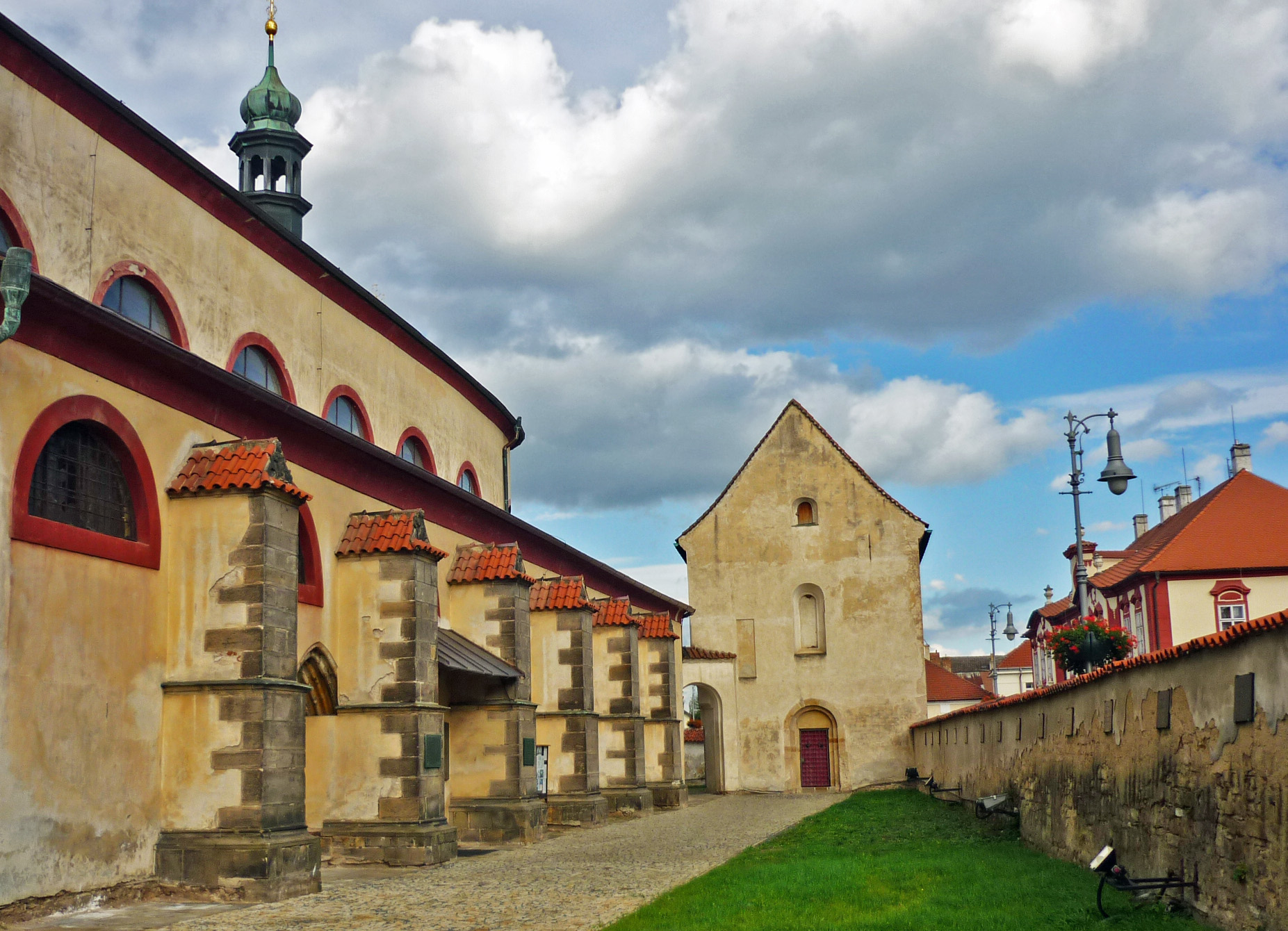
Kolegiátní kapitula sv. Kosmy a Damiána ve Staré Boleslavi

Po smrti biskupa Hyzy v roce 1030 byl s požehnáním knížete vybrán Šebíř za jeho nástupce, ale v tomto úřadě byl potvrzen císařem teprve 29. června 1031 a následně vysvěcen na biskupa.
Po smrti Šebířova ochránce knížete Oldřicha (v roce 1034) se vlády ujal jeho syn, kníže Břetislav I. (1034–1055). Ten usiloval o povýšení Prahy na arcibiskupství, ovšem bezvýsledně. Kromě toho sledoval Břetislav cíl obnovu někdejší slávy Českého knížectví a nezávislosti na Německé říši. V letech 1038 a 1039 vytáhl Břetislav do Polska a biskup Šebíř se musel výpravy účastnit. Tažení do Polska, bylo zakončeno dobytím Hnězdna a uchvácením ostatků českého mučedníků sv. Vojtěcha, sv. Radima a dalších relikvií a stříbrných předmětů. Ty byly 25. srpna 1039 slavnostně uvedeny do Prahy. Tento den byl v české církvi až do 20. století oslavován jako svátek přenesení ostatků sv. Vojtěcha.
Na žádost Polska požadoval císař Jindřich III. navrácení uloupených stříbrných předmětů. Jelikož tak Břetislav ve stanovené lhůtě neučinil, vytáhl císař 23. srpna 1040 na Čechy. Břetislav se postavil na odpor, avšak 8. září 1041, kdy Jindřichovo vojsko stálo před branami Prahy, byl Břetislav nucen kapitulovat a uzavřít příměří, které zprostředkoval biskup Šebíř. Břetislav však byl s výsledkem nespokojen a Šebíř se cítil ohrožen, proto se společně s císařem odebral na cestu do Řezna. Zde následujícího roku císař zprostředkoval usmíření mezi knížetem a biskupem, který se poté vrátil do Prahy. Břetislav však příměří porušil a Šebíř byl uvězněn a propuštěn byl teprve po další intervenci císaře.

### Zakládání klášterů
V roce 1032 založil biskup Šebíř také Sázavský klášter, kam povolal slovanské mnichy, s jejichž pomocí měl být zaveden slovanský ritus. Touto snahou se však biskup dostal do konfliktu se svým mohučským metropolitou, který mu dokonce hrozil církevními tresty.
Jako projev pokání za hnězdenskou loupež požadoval papež Benedikt IX. na knížeti a biskupovi zřízení nového kláštera. Tomuto požadavku vyhověli, když roku 1039 založili kolegiátní kapitulu ve Staré Boleslavi, při které vznikla také úspěšná klášterní škola.
Roku 1054 založil klášter benediktinů v Mnichově Hradišti.
Když roku 1055 zemřel kníže Břetislav, jeho nástupcem se stal Spytihněv II. Ten podporoval biskupovu činnost a roku 1057 byla založena kolegiátní kapitula v Litoměřicích.
V roce 1060 dal kníže Spytihněv podnět k výstavbě nového dómu v Praze.
Na Šebířovu přímluvu u papeže (vyvolanou nátlakem knížete Vratislava II. kvůli jeho sporům se svým bratrem Jaromírem, příštím pražským biskupem) byla roku 1063 vyčleněna z pražské diecéze diecéze olomoucká, která zahrnovala celé území Moravy.

### Závěr života a smrt
Biskup Šebíř zemřel 9. prosince roku 1067. Byl pohřben v Bazilice sv. Víta v Praze; v rámci její přestavby bylo jeho tělo přeneseno roku 1374 do nového chóru katedrály. V jeho hrobě byly nalezeny zbytky pontifikálního střevíce z hedvábí.
Snaha biskupa Šebíře o povýšení pražské diecéze na arcibiskupství prozatím zůstala neúspěšná.